# Патрологія
Патрологі́я (від грец. πατήρ — батько і λόγοζ — вчення) — окрема наука або розділ християнського богослов'я, що вивчає твори отців Церкви класичного періоду, тобто I–VIII століття (утім, багато православних дослідників не обмежуються класичним періодом). Іноді ототожнюється з патристикою або історією християнської літератури. Також загальна назва видань, які містять тексти творів та біографії отців Церкви.

## Патрологія і патристика
Початково патристикою називали повний систематичний виклад вчень святих отців, і вона була богословською наукою. Патрологія ж мала головним предметом біографічні й критико-бібліографічні дослідження отців Церкви та їхніх творінь, а також видання текстів цих творів, що відносило її до області церковної історії або історії літератури. Нині одне й інше, зазвичай, поєднується в єдину науку, яка традиційно називається патрологією. Патристикою ж зветься сукупність учень отців Церкви (а не наука, що їх досліджує). Також патристика є терміном історії філософії і позначає напрям філософської думки, який представляють отці Церкви.
Патрологія має розвинену на просторі століть велику наукову спадщину. Зародки її знаходяться вже в «Церковної історії» Євсевія Кесарійського, де повідомляються епізодичні відомості про твори багатьох отців Церкви і церковних письменників.[джерело?]

## Історія науки

### «De viris illustribus»
Першим спеціальним твором з патрології було лат. «De viris illustribus» Єроніма Стридонського, доведене до Івана Золотоуста. Цей твір зробив для християнської церкви те ж саме, що Светоній і Плутарх для язичницького світу. Праця написана з метою полеміки проти Порфирія, Юліана і Цельса, які стверджували, що церква складається лише з невігласів. Вона була перекладена на грецьку мову і ще в давнину була відома й на Сході.
Геннадій, пресвітер массілійский (490), продовжив твір Єроніма до кінця V століття, а Ісидор Севільський — до 610 р.
Ільдефонс Толедський забезпечив його додатковими примітками. На Сході патріарх Фотій († в 890) у своїй «Бібліотеці», або грец. «μυριοβιβλιον», дає вже не один перелік, але й критику творінь Святої Церкви.[джерело?]

### XV–XVIII століття
У 1492 р. Іван Тріттенгейм, абат спангеймский, видав твір лат. «De scriptoribus ecclesiasticis». Багато патрологічних праць зібрав в одне видання Альберт Фабріціо 1718 р. у Гамбурзі.
17 століття відкриває нову еру в патрології. В область її вводиться критика, і з цього часу вона приймає характер науковий. У 1613 р. Роберт Беллармін видав твір лат. De scriptoribus ecclesiasticis. У 1633 р. з'явилося видання Галлуа (фр. Pierre Halloix) лат. Illustrium ecclesiae orientalis scriptorum qui sanctitate et eruditione floruerunt.
Бенедиктинець Микола Нуррі у 1703–1715 рр. видав у Ліоні ряд дисертацій про батьків чотирьох перших століть та їх вчення — лат. Apparatus ad bibliothecam maximam veterum patrum et antiquorum scriptorum ecclesiasticorum. Еллій Дюпен у 47 томах видав фр. Nouvelle bibliothèque des auteurs ecclésiastiques (Париж, 1686-1711 рр.).
У XVIII ст. для патрології наступає період монографій. У 1789-99 рр. бенедиктинець Люмпер видав прагматичний курс фр. Histoire théologique et critique de la vie, des écrits et de la doctrine des ss. Pères et d'autres écrivains ecclésiastiques.[джерело?]

### ХІХ століття
У XIX столітті основні зусилля дослідників були спрямоване на видання оригіналів і перекладів патристичних текстів. Однак з'являлись і монографії про окремих отців, і цілісні курси патрології. Зокрема, Бюсс у 1828 р. видав фр. Esquisse de l'histoire de la littérature chrétienne.[джерело?]

## Видання текстів
Із XIX століття одним з найголовніших завдань патрологів було видання текстів творів св. Отців в оригіналі. Це «Повний курс патрології» (лат. Patrologiae cursus completus) абата Міня, що складається з 161 тому серії грецької і 222 томів латинської патрології. Це видання не було критичним, однак до сьогодні залишається найповнішим.
У XX столітті розпочалася доба критичних видань текстів св. Отців. З'явилися такі серії як «Sources Chretiennes» та «Corpus Cristianorum».[джерело?]

## Періоди і представники
Патрологія, вивчаючи патристичну спадщину, виділяє наступні періоди і напрямки розвитку християнської богословської думки та літератури.

### Донікейська патрологія
Християнські автори І–ІІІ століть до першого Вселенського Собору в Нікеї. [джерело?]

#### Апостольські отці
До апостольських отців (Мужів Апостольських) зараховуються ранньохристиянські письменники, що були сучасниками апостолів. Це невідомий автор «Учення дванадцяти апостолів» («Дідахе»), св. Климент Римський, св. Ігнатій Антіохійський, св. Полікарп Смирнський, автори послання Церкви Смирни на смерть св. Полікарпа, Папій Єрапольський, псевдо-Варнава (автор «Послання Варнави») та Єрм Римський. Зазвичай тут розглядаються й пізніші тексти, що атрибувалися цим авторам (наприклад, псевдо-Клементини).[джерело?]

#### Апокрифічна література
Хоча апокрифи й не розглядаються як патристика, і, строго кажучи, не є частиною церковної літератури, однак їхні ранні зразки перших століть містять багато цінних відомостей про історію Церкви, розвиток християнської літератури і богослов'я. Існують ранньохристиянські апокрифи Старого Заповіту, апокрифічні Євангелія, діяння апостолів, апокаліпсиси та послання апостолів.[джерело?]

#### Грецькі апологети
Група отців Церкви і церковних письменників, що захищали християнське віровчення від нападок язичників. У цей період християнські письменники звертаються до грецької філософії для захисту своїх положень, багато апологетів звалися «філософами».[джерело?]
- Квадрат Афінський
- Аристид Афінський
- Аристон Пельський
- Юстин Філософ
- Татіан Сирійський
- Мілдіад
- Аполінарій Єрапольський
- Афінагор Афінський
- Теофіл Антиохійський
- Мелітон Сардський
- Гермій
- невідомий автор «Послання до Діогнета»

#### Єретична та антиєретична література
Основною єретичною течією у ранньохристиянську добу був гностицим. Він починається ще з дохристиянських авторів (Симон Маг, Досифей, Менандр), а згодом представлений такими авторами як Василід, Ісидор, Валентин, Птолемей, Гераклеон, Флорін, Вардесан (Бардесан), Гармоній, Феодот, Марк, Карпократ, Епіфаній, Маркіон, Апеллей, Юлій Кассіан та енкратитами.
Проти єретиків писали такі церковні архієреї як Сотир, Елевферій, Віктор, Зефирін, Діонісій Коринфський, Пінитій Ґноський, Серапіон Антиохійський. Найвідомішими антиєретиками є Геґезіп та Іреней Ліонський з великою працею «Проти єресей».[джерело?]

#### Александрійська література
Александрійська школа в християнській теології представлена такими іменами[джерело?]:
- Пантен
- Климент Александрійський
- Ориген
- Аммоній
- Діонісій Александрійський
- Феогност
- Пірій
- Петро Александрійський
- Гесихій